# 조영철 (정치인)
조영철(1962년 ~ )은 조선민주주의인민공화국의 정치인이다. 내각 식료일용공업상 겸 조선로동당 중앙위원회 정치국 후보위원이다. 최고인민회의 제14기 대의원이다.

## 경력
2010년 1월 용성식료공장 지배인을 거쳐 2010년 4월 식료일용공업성 국장을 지냈다. 2010년 6월부터 식료일용공업상을 지냈다. 2010년 9월, 조선로동당 중앙위원회 후보위원에 선임되었다. 2018년 12월 내각 식료일용공업성에서 분리된 지방공업성의 지방공업상에 임명되었다.

## 최고인민회의 대의원
2010년 6월 보궐선거를 통해 최고인민회의 제12기 대의원으로 선출되었다. 2014년 3월 제13기 대의원에 선출된 이후 2019년 3월 최고인민회의 제419호 장풍선거구 제14기 대의원으로 선출되었다.

## 기타
2011년 김정일 사망 당시에 국가장의위원회 위원을 맡았다.